# Adolfo Ramírez Torres
Adolfo Ramírez Torres est un homme politique vénézuélien. Il fut nommé gouverneur du district fédéral du Venezuela par le président Jaime Lusinchi au début des années 1980, et fut plus tard vice-ministre de l’Intérieur. En juin 1991, il fut arrêté et inculpé pour trafic de drogue, et en 1998, il fut reconnu coupable et condamné à dix années de prison.